# Astérix et la Surprise de César
 (janvier 2017).
Si vous disposez d'ouvrages ou d'articles de référence ou si vous connaissez des sites web de qualité traitant du thème abordé ici, merci de compléter l'article en donnant les références utiles à sa vérifiabilité et en les liant à la section « Notes et références ».
Série Astérix en animation
Les Douze Travaux d'Astérix
(1976) Astérix chez les Bretons
(1986)
Pour plus de détails, voir Fiche technique et Distribution.
Astérix et la Surprise de César est un film d'animation français de Gaëtan et Paul Brizzi, sorti en 1985.
C'est le premier film produit par le studio Astérix créé par Gaumont. Le scénario est un mélange des albums Astérix gladiateur (1964) et Astérix légionnaire (1967) de René Goscinny et Albert Uderzo.

## Synopsis
Obélix tombe sous le charme de la belle Falbala lorsque celle-ci revient au village. Mais l'arrivée de son fiancé Tragicomix met fin à son idylle  unilatérale. Plus tard, l'enlèvement du couple par les Romains conduit Astérix et Obélix à leur porter secours dans un périple qui les conduira de Condate (Rennes) et Massilia (Marseille) jusque dans le Colisée, à Rome, en passant par l'Afrique Saharienne.

## Fiche technique
Sauf indication contraire, les informations mentionnées dans cette section peuvent être confirmées par les bases de données cinématographiques  présentes dans la section « Liens externes ».
- Titre : Astérix et la Surprise de César
- Réalisation : Gaëtan et Paul Brizzi
- Scénario : Pierre Tchernia, d'après les bandes dessinées de René Goscinny et Albert Uderzo
- Musique : Vladimir Cosma
  - Paroles et interprétation de la chanson du générique du début et de la fin : Plastic Bertrand
- Décors : Michel Guerin
- Photographie : Philippe Lainé
- Montage : Robert et Monique Isnardon
- Production : Yannick Piel et Philippe Grimond (directeur de production)
- Sociétés de production : Gaumont International, Dargaud Films et Les Productions René Goscinny
- Sociétés de distribution : Gaumont International
- Pays de production :  France
- Langue originale : français
- Genre : animation, comédie
- Durée : 79 minutes
- Format : couleurs (Eastmancolor) - 1,66:1 - 35 mm - son stéréo
- Dates de sortie :
  - France : 11 décembre 1985
  - Québec : 14 décembre 1985[2],[3]
  - Suisse romande : 18 décembre 1985[4],[5]

## Distribution

### Voix originales
- Roger Carel : Astérix, Idéfix, un Romain qui capture Tragicomix et Agecanonix (onomathopées)
- Pierre Tornade : Obélix
- Pierre Mondy : Caius Obtus
- Serge Sauvion : Jules César
- Henri Labussière : Panoramix
- Roger Lumont : le décurion Briseradius
- Michel Barbey : le centurion Vapetimus
- Yves Barsacq : voix additionnelles
- Edmond Bernard : voix additionnelles
- Paul Bisciglia : l'Espagnol
- Gérard Croce : le Romain à la cantine qui sert la nourriture
- Jean-Pierre Darras : Abraracourcix
- Alain Doutey : Faupayélatax, le Britannique
- Philippe Dumat : Farfelus, le marchand d'esclaves
- Michel Gatineau : le bandit du désert et un garde du corps de Caius Obtus aux thermes
- José Luccioni : l'annonceur du Colisée
- Paul Mercey : le Goth
- Pierre Mirat : le cuisinier romain
- Séverine Morisot : Falbala
  - Danielle Licari : Falbala (voix chantée)
- Henri Poirier : le Romain dans le camp dans le désert, Hotelterminus et Leventepus
- Patrick Préjean : le décurion Superbus
- Thierry Ragueneau : Tragicomix
- Nicolas Silberg : le présentateur des cadeaux
- Pierre Tchernia : le chef du camp romain Terminus
- Peter Wollasch : voix additionnelles
- Martin Lamotte : Moralélastix
- Alain Coutey : voix additionnelles
- Roger Barbet : voix additionnelles

Studio d'enregistrement : S.T.A.R.T.
Direction artistique : Michel Gatineau et Gilbert Crozet (conseiller)
Sources : Planète Jeunesse, Allodoublage, Doublanim’, RS Doublage, Allociné, LE CINEMA FRANCAIS et sur le site officiel Astérix.com

## Distinctions
- 1987 : Golden Screen

## Autour du film
- On peut noter plusieurs anachronismes. Par exemple :
  - le Colisée ne sera construit que sous le règne de l'empereur Vespasien, soit plus d'un siècle après la mort de Jules César ;
  - une course de chars a lieu dans le Colisée, soit dans un amphithéâtre, alors que de telles courses étaient organisées dans des cirques ;
  - César est appelé « empereur » dans le film, alors que ce ne sera qu'à partir d'Auguste (fils adoptif de César) que les chefs suprêmes de Rome porteront ce titre ;
  - Panoramix fait pousser un plant de tomates, et Astérix et Obélix épluchent ce qui ressemble à des pommes de terre. Or, ces deux plantes ne seront introduites en Europe qu'après leur découverte en Amérique pendant des siècles suivant la fin de l'Antiquité.

- C'est la première fois que Pierre Tornade prête sa voix à Obélix, succédant ainsi à Jacques Morel, et cédant à Jean-Pierre Darras le rôle du chef Abraracourcix qu'il tenait jusque-là. De même, après Jacques Mauclair, Jean Paredes et Jean Martinelli, c'est au tour de Serge Sauvion d'assurer la voix de César. Quant à Pierre Mirat, qui prête sa voix au cuisinier romain, il participe ensuite au à Astérix chez les Bretons, où on l'entend dans le rôle d'un vendeur de cervoise.

- Le physique du décurion Superbus est inspiré par Sciencinfus, apparu dans l'album Astérix en Corse. Celui du centurion Terminus est inspiré de Gazpachoandalus, qu'on retrouve dans le même album, et qui est une caricature de Pierre Tchernia. Le physique de Vapetimus est quant à lui inspiré d'Aérobus, apparu dans La Zizanie, qui se trouve être une caricature de Lino Ventura. Enfin, l'un des soldats du camp en Afrique a le même physique que l'aide de camp Perclus, apparu dans Le Combat des chefs.

- Dans le film, Falbala est présentée comme étant la nièce d'Abraracourcix, alors que dans l'album Astérix légionnaire, elle est la fille d'un villageois nommé Plantaquatix. Cela suppose – mais ce n'est pas précisé – que Plantaquatix serait le frère d'Abraracourcix ou qu'il aurait épousé la sœur du chef. De même, Tragicomix est présenté dans le film comme étant le fils d'un chef de village gaulois d'Armorique nommé Asdepix, alors que cette filiation n'est évoquée nulle part dans la bande dessinée, puisqu'il y est un simple habitant de Condate.

- La scène où Astérix tient la queue du dromadaire du chef des marchands d'esclaves rappelle une scène similaire avec le dromadaire de Tournevis dans Astérix et Cléopâtre.

- Des gags donnent une explication fictive à certaines situations réelles. Le Colisée est détruit par Obélix, qui ne voit plus où il va car il est pris sous le charme de Falbala. On voit aussi que la Vénus de Milo perd ses bras lors d'une bataille entre Obélix et une patrouille romaine dans la ville de Condate – on retrouve d'ailleurs ce même gag dans l'épreuve de la « Maison qui rend fou » dans Les Douze Travaux d'Astérix.

- Le physique du chef des marchands d'esclaves est repris de Josué Pazihalé, un personnage de L'Odyssée d'Astérix.

- Dans le marché aux esclaves de Rome, l'esclave qui tricote ressemble au chef gallo-romain Aplusbégalix, l'un des personnages principaux de l'album Le Combat des chefs. Quant au marchand phénicien Farfelus, son physique est calqué sur celui d'Épidemaïs, un autre marchand phénicien qui apparaît dans les albums Astérix Gladiateur et L'Odyssée d'Astérix.

- Condate est la ville où réside les parents d'Astérix et d'Obélix dans l'album Astérix et Latraviata.